# Leporinus platycephalus
Leporinus platycephalus är en fiskart som beskrevs av Meinken, 1935. Leporinus platycephalus ingår i släktet Leporinus och familjen Anostomidae. Inga underarter finns listade i Catalogue of Life.